# Paul Flores
Paul Hambert Flores García (Castilla, 21 de septiembre de 1984-San Juan de Lurigancho, 16 de marzo de 2025), conocido popularmente como Ruso, fue un cantante, compositor y productor peruano, miembro de la orquesta peruana Armonía 10.
Entre las canciones más populares que interpretó se encuentran «Tu última carta», «Tomar para olvidar», «Veneno para olvidar», «El humo del cigarrillo», «Pagarás», «El engaño que sufrió mi corazón», «Lágrima por lágrima» y «Pendejerete».

## Biografía
Nació el 21 de septiembre de 1984 en el distrito de Castilla, provincia de Piura, en el Hospital Cayetano Heredia, y residió en el barrio Andrés Avelino Cáceres, en el distrito de Veintiséis de Octubre. Estudió durante su adolescencia en el Colegio San Miguel de Piura. Al terminar el colegio estudió soldadura industrial, pero decidió dedicarse a la música.
Comenzó su trayectoria musical como integrante del coro de la parroquia Nuestra Señora del Rosario, ubicada en San Martín, distrito de Veintiséis de Octubre en Piura. Más tarde, fue descubierto por la familia Lozada e ingresó a la orquesta de la hija de Walther Lozada, fundador de Armonía 10. A los 17 años, se unió como vocalista principal a Armonía 10. Interpretó varios temas, incluido «Tomar para olvidar» junto a Ernesto Pimentel. En 2021 se retiró de la agrupación para formar parte de la orquesta Don Gato y su Pandilla, dirigida por Luis Bazán.
En marzo de 2023, regresó a Armonía 10. Al año siguiente, en 2024, cantó «Pendejerete», canción que popularizaría junto a la cantante Leslie Shaw.

## Asesinato

### Antecedentes
Los integrantes de la orquesta Armonía 10 llevaban meses sufriendo extorsiones por parte de organizaciones criminales, lo que conllevo en un primer ataque ocurrido en el Cono Norte de Lima, el 1 de diciembre del 2024. Gracias a esto se descubrió que un total de 15 agrupaciones musicales se encontraban siendo extorsionadas según indica el jefe de la División de Secuestros y Extorsiones. Según indica uno de los integrantes de la orquesta, estas extorsiones se dieron por medio de la aplicación de mensajería instantánea WhatsApp.

### Fallecimiento tras el ataque al bus de Armonía 10

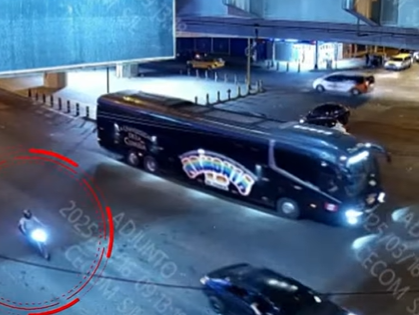
Grabación de un CCTV que muestra los momentos previos al ataque contra Armonía 10.

El 16 de marzo de 2025, alrededor de las 2:15 a. m., tras un concierto de Armonía 10 en Jicamarca, San Juan de Lurigancho, Lima; el bus en el que viajaban los integrantes de la orquesta fue interceptado por sicarios pertenecientes a una presunta mafia de extorsionadores mientras se dirigían a Santa Clara para una segunda presentación. Durante el ataque, una bala impactó en la espalda de Paul, el cual fue posteriormente trasladado al hospital Hipólito Unanue a donde llegó con signos vitales, pero falleció poco después.

### Repercusiones
Tras su fallecimiento, y ante la conmoción que generó en el país, el gobierno decidió declarar en estado de emergencia las provincias de Lima y Callao por 30 días. Además, en el Congreso se presentaron varias mociones de censura contra el entonces ministro del Interior, Juan José Santiváñez, quien finalmente sería censurado el 21 de marzo del 2025.
El ministerio de Cultura publicó un tuit despidiéndose del cantante pasadas algunas horas desde el incidente. La Fiscalía decidió iniciar investigaciones en contra para dar con los perpetradores del ataque. De igual manera, un sector de la población local convoco a una serie de protestas en contra del gobierno y su manera de manejar el problema de la crisis de seguridad nacional, estas se realizaron a nivel nacional a partir del 21 de marzo de 2025.

## Homenajes y funeral
La noche del 18 de marzo se realizó un concierto homenaje a Paul frente a su casa, en el distrito de Veintiséis de Octubre. En el evento se presentaron, inicialmente, los Hermanos Chapoñay, Grupo Viento y Corazón Serrano. El concierto tuvo que ser suspendido al promediar las 21:30 horas por motivos de seguridad debido al desbordamiento del aforo asignado. Horas más tarde, aproximadamente a las 23:30, se reanudaría el concierto con la presentación de Armonía 10, con Luis Bazán, Ernesto Pimentel, Leslie Shaw y Álvaro Rod como invitados especiales.
El 19 de marzo de 2025 se realizó su funeral en la ciudad de Piura, lugar de donde es originario. Entre algunos asistentes de renombre estuvieron Christian Yaipén, Leslie Shaw, entre otros.
La Municipalidad Provincial de Piura anunció que Paul Flores sería declarado hijo predilecto de la ciudad y que su rostro formaría parte del Mural de la Cumbia Piurana, el cual fue inaugurado el 24 de abril en una ceremonia que contó con la presencia de autoridades municipales y familiares del artista, ocasión en la que también se oficializó dicha distinción.